# Hedwig Maximiliane von Dyhrn

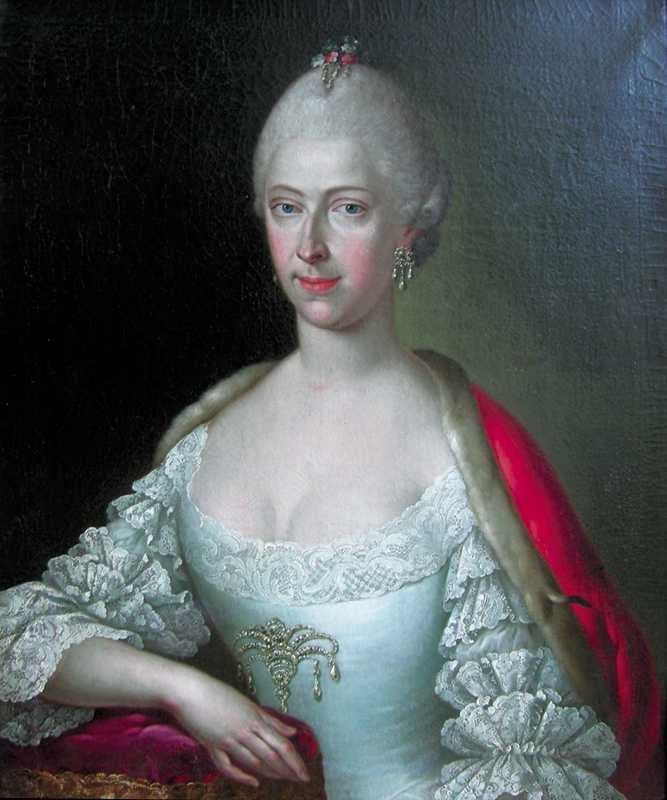
Hedwig Maximiliane von Dyhrn, 1740

Reichsgräfin Hedwig Maximiliane Johanna von Dyhrn, Freifrau zu Schönau und Eisenberg, (* 13. Mai 1699 auf Schloss Klitschdorf; † 23. Juni 1747 auf Schloss Eisenberg) war eine schlesische Adelige, Sternkreuzordensdame und Hofdame am kaiserlichen Hof in Wien.

## Herkunft
Hedwig Maximiliane wurde als Gräfin von Rechenberg, Freiin von Klitschdorf und Primbkenau, auf dem väterlichen Gut Klitschdorf in Niederschlesien geboren. Ihre Eltern waren Graf Leopold Friedrich Rechenberg, Vizepräsident der Schlesischen Kammer, und Marie Hedwig geb. von Loeben.

## Leben
Hedwig wurde sehr früh nach Wien geschickt, um dort Hofdame zu werden. Dort wurde sie später Vertraute u. a. auch der Kaiserin Elisabeth Christine, der Mutter Maria Theresias, und um 1730 mit dem Sternkreuzorden dekoriert.
Am 6. Oktober 1717 heiratete sie in Breslau den Regierungsrat Graf Julius August von Sternberg auf Bogenau, Groß-Raudnitz und Rudelsdorf (1692–1724), einen Sohn des Grafen Konrad I. von Sternberg aus dem schlesischen Zweig der böhmischen Adelsfamilie derer von Sternberg, und dessen Ehefrau Anna Margarethe von Kottulinsky. Als Julius August sieben Jahre nach der Hochzeit starb, erbte seine Witwe die Herrschaft Bogenau.
Ein paar Jahre nach dem Tode ihres ersten Mannes lernte sie durch ihre Freundin, die Herzogin Sibylle Charlotte Juliane von Württemberg-Oels, ihren zweiten Gatten kennen, den verwitweten schlesischen Landeshauptmann und Politiker Reichsgraf Sylvius Friedrich von Dyhrn, Freiherr zu Schönau (1693–1755), Sohn des schlesischen Politikers und Kanzlers Melchior Sylvius von Dyhrn und der Anna Helene von Borschnitz, verwitwete Freifrau von Hohenhausen. Seine erste Frau war eine Freiin von Berge und Herrendorf gewesen, die um 1720 im Alter von nur 18 Jahren in Wien verstorben war. Die Hochzeit fand am 20. Oktober 1727 in Wien statt.
Hedwig Maximiliane lebte lange Zeit in Wien, wo ihr Mann jahrelang ein hochrangiger Beamter am kaiserlichen Gericht war. Sie besaß zahlreiche Herrschaften in Niederschlesien (u. a. die Schlösser Prauß, Zweibrodt, Blankenau, Bogenau, Glambach, Distelwitz, Sürding, Weissig usw.). Sitz der Familie ihres Mannes, dessen Zweig in der zweiten Hälfte des 18. Jahrhunderts im Mannesstamme erlosch, war das Schloss Eisenberg, nach dem sich diese Linie nannte und das von der Familie Dyhrn im 17. Jahrhundert gebaut worden war.
Hedwig Maximiliane starb am 23. Juni 1747 im Dyhrn’schen Schloss zu Eisenberg (Żeleźnik) bei Strehlen.

## Kinder
Aus ihrer ersten Ehe stammte:
- Graf Joseph Leopold Ignaz Johann Nepomuk von Sternberg (* 1726), ⚭ Maria Carolina von Langenthal.

Aus ihrer zweiten Ehe stammte:
- Reichsgraf Friedrich Karl Johannes Ernst Melchior von Dyhrn, Freiherr zu Schönau (1733–1760), ⚭ Gräfin Marie Elisabeth von Promnitz.